# Річкові дельфіни
Річкові дельфіни — нетаксономічна група дельфінів, яку раніше розглядали як надродину Platanistoidea (Платаністуваті). Ця група ссавців об'єднує три сучасні родини підряду дельфіноподібних (Delphinimorpha) ряду китоподібних (Cetacea).

## Походження
Річкові дельфіни мають походження з неогенового періоду кайнозойської ери історії Землі. Так, в 2019 році, палеонтологи зі швейцарського Університету Цюріха в перуанській Амазонії виявили рештки стародавнього далекого родича рідкісного річкового дельфіна Pebanista yacuruna, який мешкав понад 16 мільйонів років тому.

## Поширення та особливості біології

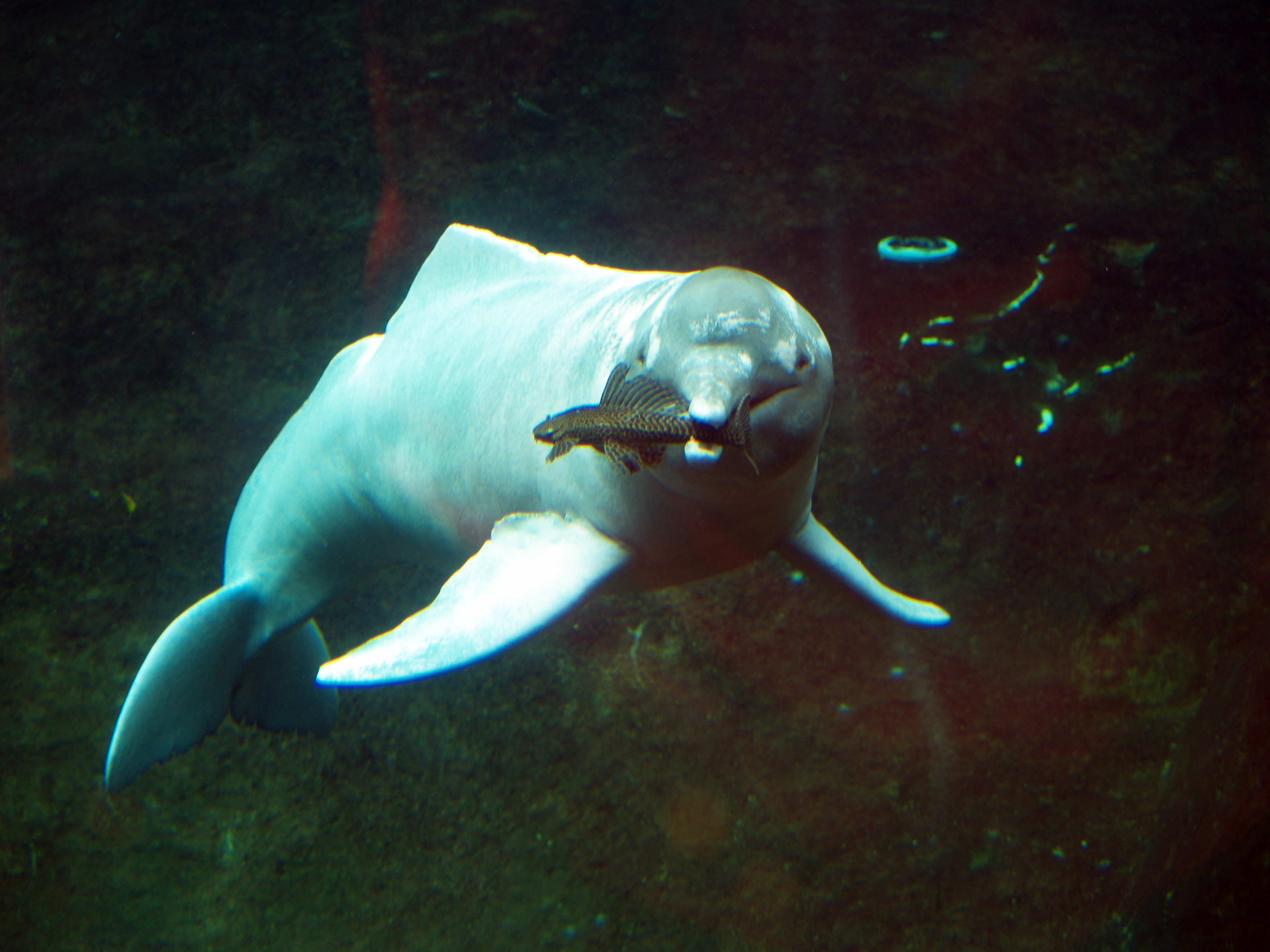
Inia geoffrensis — Інія амазонська

Ці дельфіни зустрічаються у ріках Південної Азії, Китаю і Південної Америки, а також в узбережних водах Бразилії, Аргентини та Уругваю.
Річкові дельфіни мають довге рило і круглий лоб — характерні риси, які відрізняють їх від відоміших морських дельфінів.
Всі види річкових дельфінів мають дуже малі очі і дуже погано бачать (у видів з Інду та Гангу око взагалі не має кришталика), однак попри те чудово орієнтуються в каламутній воді завдяки ехолокації. Органи ехолокації у річкових дельфінів розвинені краще за всіх китоподібних.
Річкові дельфіни не такі жваві, як їх морські родичі, і не роблять ефектних стрибків з-під води та інших атлетичних вправ. Замість того більшість часу вони проводять під водою поблизу річкового дна, порпаючи придонний мул своїм чутливим носом у пошуках риби та ракоподібних.
Річкові дельфіни дуже допитливі й часто дружньо ставляться до людей.

## Систематика річкових дельфінів
Річкові дельфіни:

Надродина Platanistoidea
- Родина incertae sedis

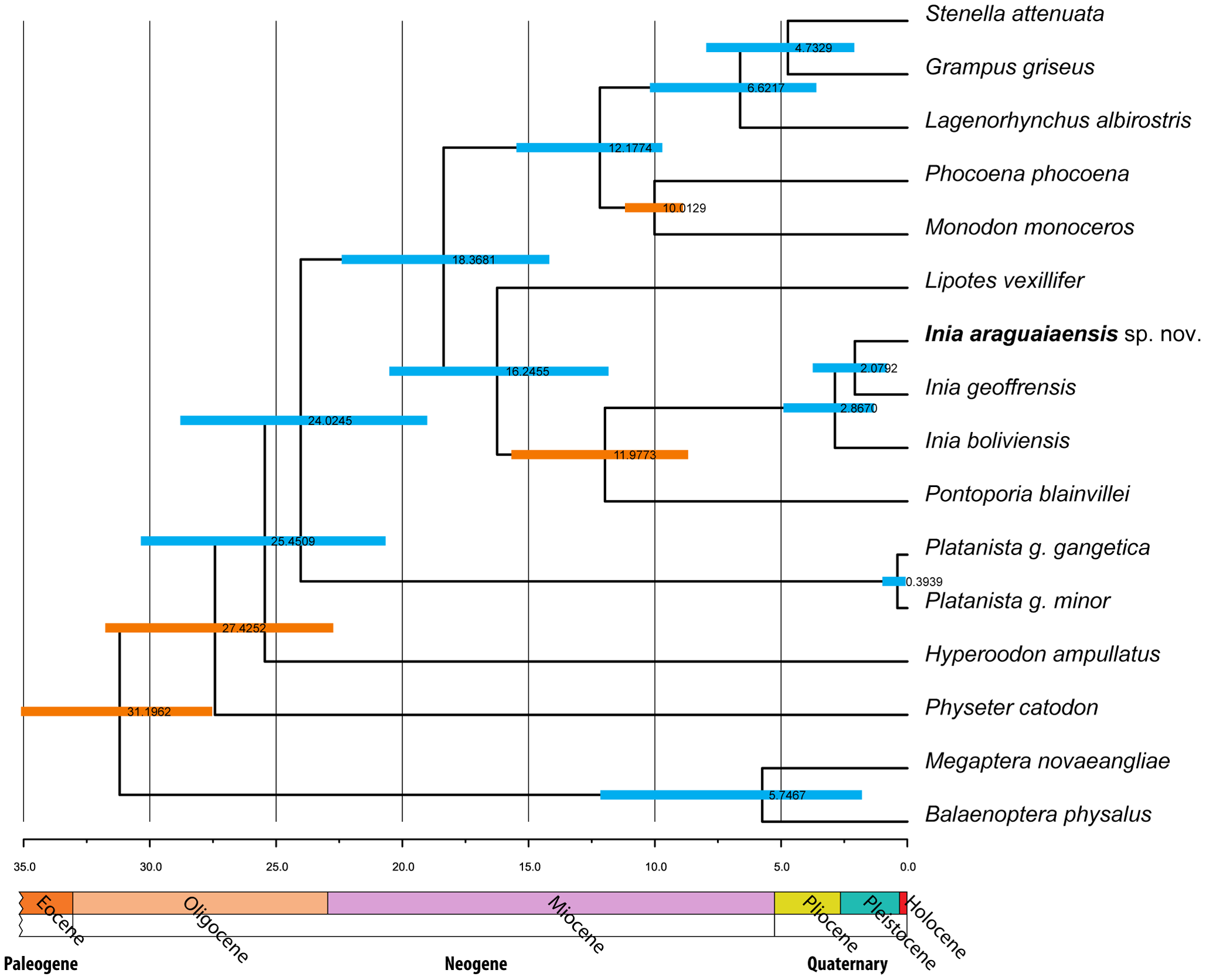
Філогенетика групи морських ссавців, включно з „річковими дельфінами“. Показано, що надродини Lipotoidea й Inioidea більше споріднені з надродиною Delphinoidea, ніж із надродиною Platanistoidea

  -     - † Рід Urkudelphis Tanaka et al., 2017
- Родина Platanistidae — платаністові,
  - Рід Platanista — платаніста (2 види: Platanista gangetica, Platanista minor).
  - Рід † Araeodelphis
  - Рід † Dilophodelphis
  - Рід † Pachyacanthus
  - Рід † Pomatodelphis
  - Рід † Prepomatodelphis
  - Рід † Zarhachis
- † Родина Allodelphinidae
- † Родина Squalodelphinidae
- † Родина Squalodontidae
- † Родина Waipatiidae

Надродина Lipotoidea
- Родина Lipotidae
  - Рід Lipotes (1 вид: Lipotes vexillifer)
  - Рід † Parapontoporia

Надродина Inioidea
- Родина incertae sedis
  - Рід † Awadelphis
  - Рід † Brujadelphis
  - Рід † Incacetus
  - Рід † Meherrinia
- Родина Iniidae — інієві
  - Рід Inia — інія (4 види: Inia araguaiaensis,  Inia boliviensis, Inia geoffrensis, Inia humboldtiana)
  - Рід † Goniodelphis
  - Рід † Ischyrorhynchus
  - Рід † Isthminia
  - Рід † Kwanzacetus
  - Рід † Saurocetes
- Родина Pontoporiidae — понтопорієві
  - Рід Pontoporia (1 вид: Pontoporia blainvillei)
  - Рід † Auroracetus
  - Рід † Brachydelphis
  - Рід † Pliopontos
  - Рід † Stenasodelphis

## Особливості окремих видів

### Інія амазонська(«амазонський дельфін»)
З-поміж річкових дельфінів найбільші розміри й найширший ареал має Інія амазонська (Inia geoffrensis).
Інші назви цього виду — «бото», «буфео» чи рожевий дельфін; він населяє мутні води басейнів Амазонки й Оріноко. Самець амазонського дельфіна сягає 2,4 м завдовжки і важить до 160 кг, самиці трохи менші. Колір дорослих особин варіюється від темно-сірого через плямистий рожево-сірий до яскраво-рожевого, але народжуються усі сірими. Статурою вони повнотілі, але неймовірно гнучкі; коли щорічна повінь заливає ліс, дельфіни линуть серед гілок затоплених дерев з грацією метеликів. Амазонські дельфіни живуть переважно групами, вони часто плавають разом і грають з дельфінами іншого виду Sotalia fluviatilis (також невеликі розміром дельфіни, які зустрічаються як у прісних, так і у морських водах, але яких звичайно не вважають річковими). У деяких районах Амазонії річкові дельфіни заганяють рибу у мережі рибалок; у інших навпаки, вони розорюють поставлені рибалками мережі.

### Ла-платський дельфін
Найменший з річкових дельфінів, ла-платський (Pontoporia blainvillei), також живе у Південній Америці, в узбережних водах Бразилії, Аргентини і Уругваю. Він сірій зверху і блідий знизу, лише 1,2—1,7 м завдовжки і важить від 20 до 60 кг. Самиці більші за самців.

### Гангський дельфін
Гангський дельфін (Platanista gangetica, місцева назва «сусу») живе у ріках Гангу, Брахмапутрі і Карнафулі та їх притоках в Індії, Бангладеш, Непалі та Бутані. Дорослі особини можуть сягати 3 м завдовжки. Ці темношкірі дельфіни часто плавають на боці, баламутячи донний мул плавцем, щоб вигнати звідти риб, креветок та молюсків. Його близький родич, Platanista minor чи «булхан», річковий дельфін Інду, інколи вважається підвидом Platanista gangetica і зустрічається тільки у Пакистані. Обидва види знаходяться під загрозою внаслідок напруженого річкового судноплавства, мисливства заради м'яса і жиру, а також будівництва гребель, які утруднюють міграції.

### Дельфін озерний
Байджи, чи Дельфін озерний (Lipotes vexillifer), перебуває на межі вимирання; лише близько 300 особин ще зберігається у забруднених водах річки Янцзи[джерело?]. Цей вид блакитно-сірий зверху и блідий знизу і сягає у довжину 2,4 м.